# Carcharhinus limbatus
Carcharhinus limbatus је рушљориба из реда Carcharhiniformes.

## Угроженост
Ова врста је на нижем степену опасности од изумирања, и сматра се скоро угроженим таксоном.

## Распрострањење
Ареал врсте Carcharhinus limbatus обухвата све светске океане, углавном рубна подручја уз континенте.
Врста је присутна у Сједињеним Америчким Државама, Аустралији, Бразилу, Индији, Јужноафричкој Републици, Перуу, Мексику, Венецуели, Колумбији, Шпанији, Италији, Србији, Грчкој, Турској, Ирану, Ираку, Саудијској Арабији, Тајланду, Малезији, Индонезији, Филипинима, Египту, Либији, Судану, Алжиру, Мароку, Мауританији, Нигеру, Нигерији, Камеруну, Сомалији, Анголи, Панами, Никарагви, Хондурасу, Босни и Херцеговини, Француској, Самои, Тонги, Папуи Новој Гвинеји, Албанији, Хрватској, Грузији, Белизеу, Гвајани, Суринаму, Француској Гвајани, Бенину, Екваторијалној Гвинеји, Еритреји, Габону, Гани, Гвинеји, Гвинеји Бисао, Либерији, Сенегалу, Сијера Леонеу, Тогу, Тунису, Бахреину, Кувајту, Либану, Оману, Катару, Сирији, Уједињеним Арапским Емиратима, Јемену и Кини.

## Станиште
Станиште врсте су морски екосистеми.

## Начин живота
Ова врста је вивипарна.